# Plantago maritima
La piantaggine delle argille (Plantago maritima L., 1753) è una pianta erbacea perenne della famiglia delle Plantaginaceae.

## Etimologia
Il nome generico (Plantago) deriva dalla parola latina "planta" che significa "pianta del piede" e fa riferimento alle piatte foglie basali di questa pianta simili a "piante di un piede". L'epiteto specifico (maritima = cresce vicino al mare, del mare) indica l'origine (o l'habitat preferito) della pianta.
Il nome scientifico della specie è stato definito da Linneo (1707 – 1778), conosciuto anche come Carl von Linné, biologo e scrittore svedese considerato il padre della moderna classificazione scientifica degli organismi viventi, nella pubblicazione "Species Plantarum - 1: 114" del 1753.

## Descrizione

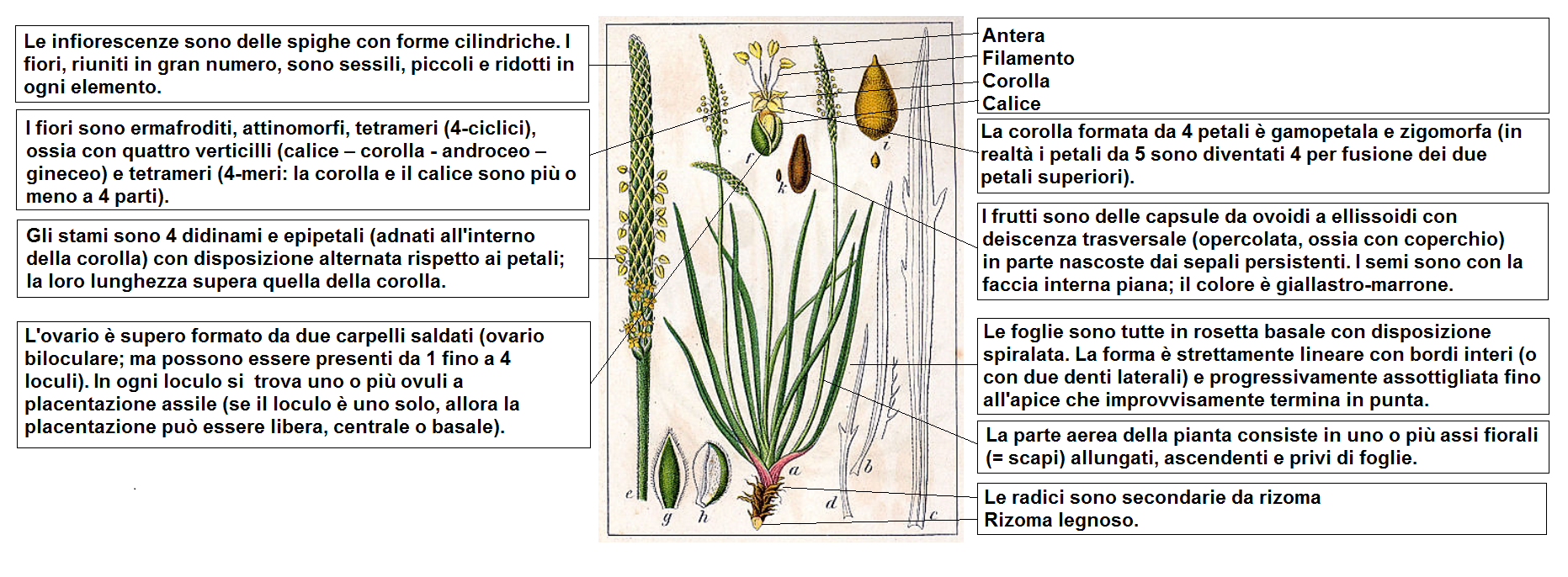
Descrizione delle parti della pianta

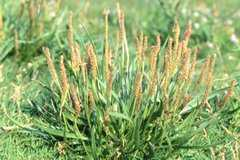
Il portamento

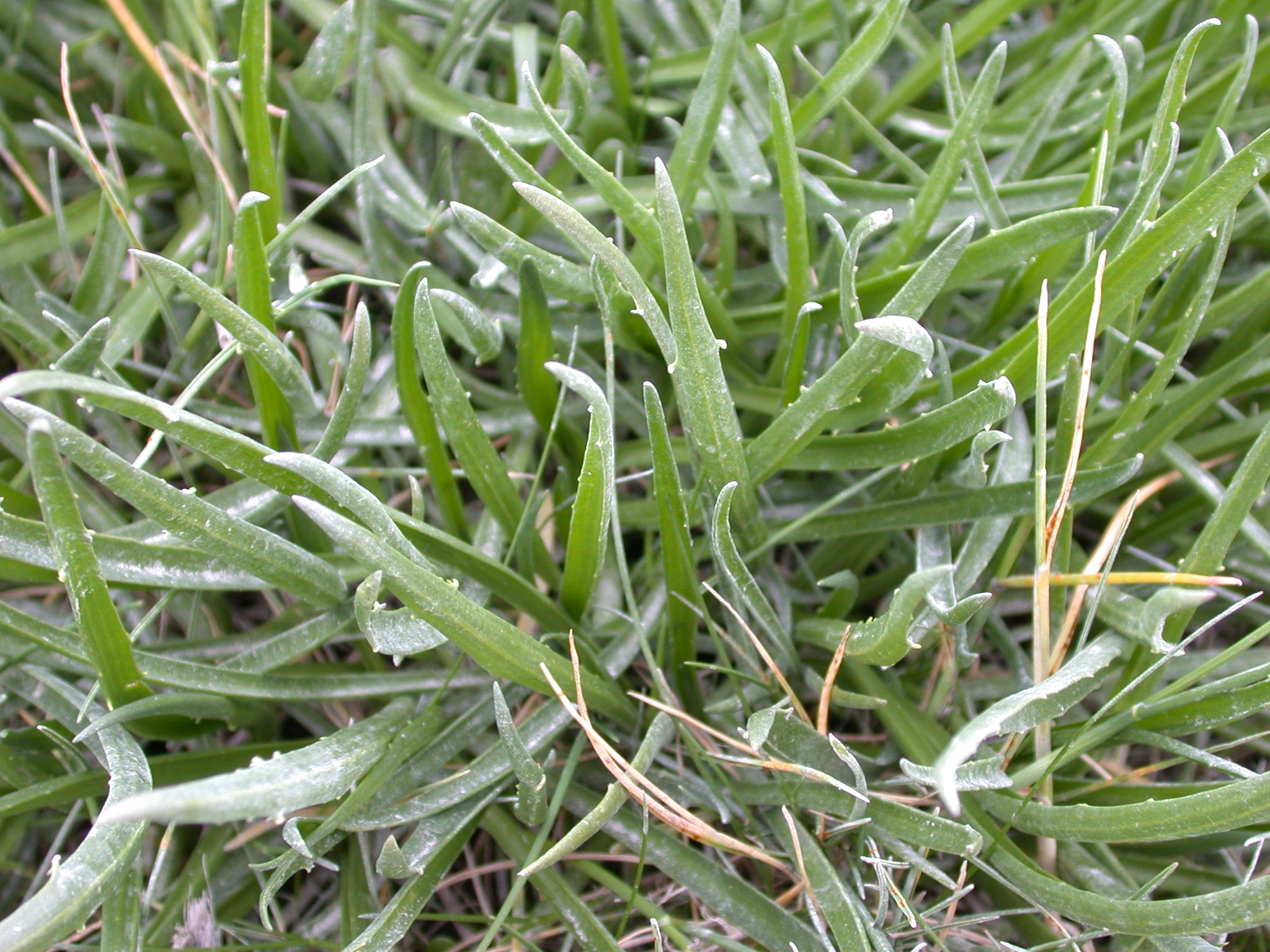
Le foglie

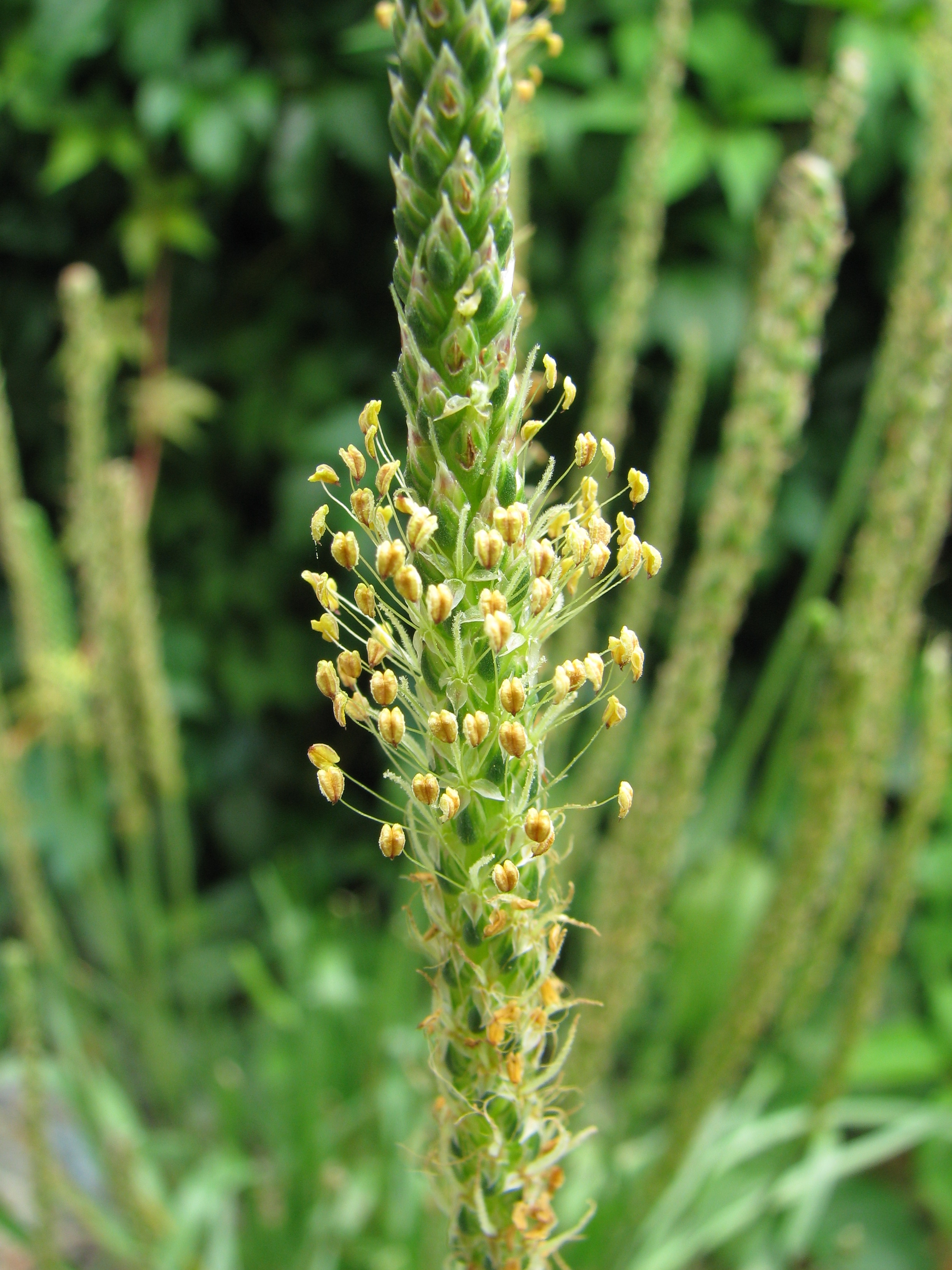
Infiorescenza

(La seguente descrizione è relativa alla specie Plantago maritima s.l.; per i dettagli delle varie sottospecie vedere più avanti.)

Le piante di questa voce hanno una altezza variabile da 10 a 40 cm. La forma biologica è emicriptofita rosulata (H ros), ossia in generale sono piante erbacee, a ciclo biologico perenne, con gemme svernanti al livello del suolo e protette dalla lettiera o dalla neve e hanno le foglie disposte a formare una rosetta basale. Sono piante proterogine (gli ovuli maturano prima del polline per evitare l'autofecondazione in quanto sono piante soprattutto anemogame). Possono essere presenti le seguenti sostanze chimiche: glicosidi fenolici, saponine triterpenoidi, flavonoidi e altre sostanze. La pubescenza è formata da peli semplici.

### Radici
Le radici sono secondarie da rizoma; quest'ultimo può essere anche legnoso. 

### Fusto
La parte aerea della pianta consiste in uno o più assi fiorali (= scapi) allungati, ascendenti e privi di foglie. Alla base la pianta è legnosa.

### Foglie
Le foglie sono tutte in rosetta basale con disposizione spiralata. La forma è strettamente lineare con bordi interi (o con due denti laterali) e progressivamente assottigliata fino all'apice che improvvisamente termina in punta. La pagina fogliare è piana, glabra ed ha una venatura centrale. La superficie è glabra o sparsamente pubescente; i bordi sono irregolarmente cigliati; la consistenza è grassetta. Alla base sono presenti delle guaine membranose a forma triangolare. Dimensione delle foglie: larghezza 1 – 5 mm; lunghezza 7 – 12 cm. Dimensioni delle guaine: larghezza 7 – 10 mm; lunghezza 6 – 13 mm.

### Infiorescenza
Le infiorescenze sono delle spighe con forme cilindriche. I fiori, riuniti in gran numero, sono sessili, piccoli e ridotti in ogni elemento. Ogni spiga, lunga da 2 a 8 cm, è sorretta da uno scapo (= peduncolo) robusto ed eretto. Nell'infiorescenza sono presenti delle brattee con forme da lanceolate a ovate con ciglia sul margine.

### Fiore
I fiori sono ermafroditi, attinomorfi, tetrameri (4-ciclici), ossia con quattro verticilli (calice – corolla - androceo – gineceo) e tetrameri (4-meri: la corolla e il calice sono più o meno a 4 parti).
- Formula fiorale:

X oppure *, K (4-5), [C (2+3) oppure (4), A 2+2 oppure 2] G (2), (supero), capsula.
- Calice:  il calice formato da 4 sepali è gamosepalo e attinomorfo a forma di tubo terminante con 4 denti (la parte terminale dei quattro sepali); la superficie è glabra o cigliata. I sepali possono essere leggermente riuniti 2 a 2. Quelli dorsali sono carenati (ma non sono alati). Il calice inoltre è persistente.
- Corolla:  la corolla formata da 4 petali è gamopetala e attinomorfa (in realtà i petali da 5 sono diventati 4 per fusione dei due petali superiori). La consistenza è membranosa (o scariosa) ed ha un tubo allungato terminante con 4 lobi patenti. La corolla ha il tubo peloso e i lobi glabri. Il colore è bianco (o giallastro). Dimensione dei lobi della corolla: larghezza 1,2 mm; lunghezza 2,0 - 2,2 mm.
- Androceo: gli stami sono 4 didinami e epipetali (adnati all'interno della corolla) con disposizione alternata rispetto ai petali; la loro lunghezza supera quella della corolla. I filamenti sono colorati di marrone. Le antere sono grosse a due logge con base debolmente sagittata (le sacche polliniche sono divergenti) e deiscenza longitudinale. Il colore delle antere è giallo. I grani pollinici sono tricolporati. Lunghezza delle antere: 2,5 - 2,7 mm.
- Gineceo: l'ovario è supero formato da due carpelli saldati (ovario biloculare; ma possono essere presenti da 1 fino a 4 loculi). In ogni loculo si trova uno o più ovuli a placentazione assile (se il loculo è uno solo, allora la placentazione può essere libera, centrale o basale). Gli ovuli hanno un solo tegumento e sono tenuinucellati (con la nocella, stadio primordiale dell'ovulo, ridotta a poche cellule).[13] Lo stilo è unico, filiforme con uno stigma cilindrico o usualmente bilobo (a volte lo stigma è piumoso). Il disco nettario è assente (l'impollinazione è soprattutto anemogama).

### Frutti
I frutti sono delle capsule da ovoidi a ellissoidi con deiscenza trasversale (opercolata, ossia con coperchio) in parte nascoste dai sepali persistenti. I semi hanno la faccia interna piana; il colore è giallastro-marrone. I cotiledoni sono paralleli al lato ventrale.

## Riproduzione
- Impollinazione: l'impollinazione avviene in parte tramite insetti (impollinazione entomogama), ma soprattutto tramite il vento (impollinazione anemogama).[8]
- Riproduzione: la fecondazione avviene fondamentalmente tramite l'impollinazione dei fiori (vedi sopra).
- Dispersione: i semi cadendo a terra (dopo essere stati trasportati per alcuni metri dal vento – disseminazione anemocora) sono successivamente dispersi soprattutto da insetti tipo formiche (disseminazione mirmecoria), ma anche da uccelli.[9]

## Tassonomia
La famiglia di appartenenza della specie (Plantaginaceae) comprende 113 generi e 1800 specie (114 generi e 2100 specie o anche 90 generi e 1900 specie secondo altre fonti) ha una distribuzione più o meno cosmopolita ma con molti taxa distribuiti soprattutto nelle zone temperate e nell'areale mediterraneo. Il genere Plantago si compone di oltre 250 specie una trentina delle quali sono presenti nella flora spontanea italiana. All'interno della famiglia Plantaginaceae il genere è descritto nella tribù Plantagineae.
Il genere Plantago è suddiviso in 4 sottogeneri (subg. Plantago; subg. Coronopus (Lam. & DC.) Rahn; subg. Psyllium (Juss.) Harms; subg. Bougueria (Decne) Rahn & Reiche). La specie di questa voce è descritta all'interno del sottogenere Plantago sect. Coronopus insieme ad altre specie come Plantago coronopus L., Plantago subulata L. e Plantago alpina L.
Il numero cromosomico di P. maritima è: 2n = 12.

### Sottospecie
Per questa specie sono riportate le seguenti sottospecie, non riconosciute da tutte le checklist:

#### Sottospeciemaritima

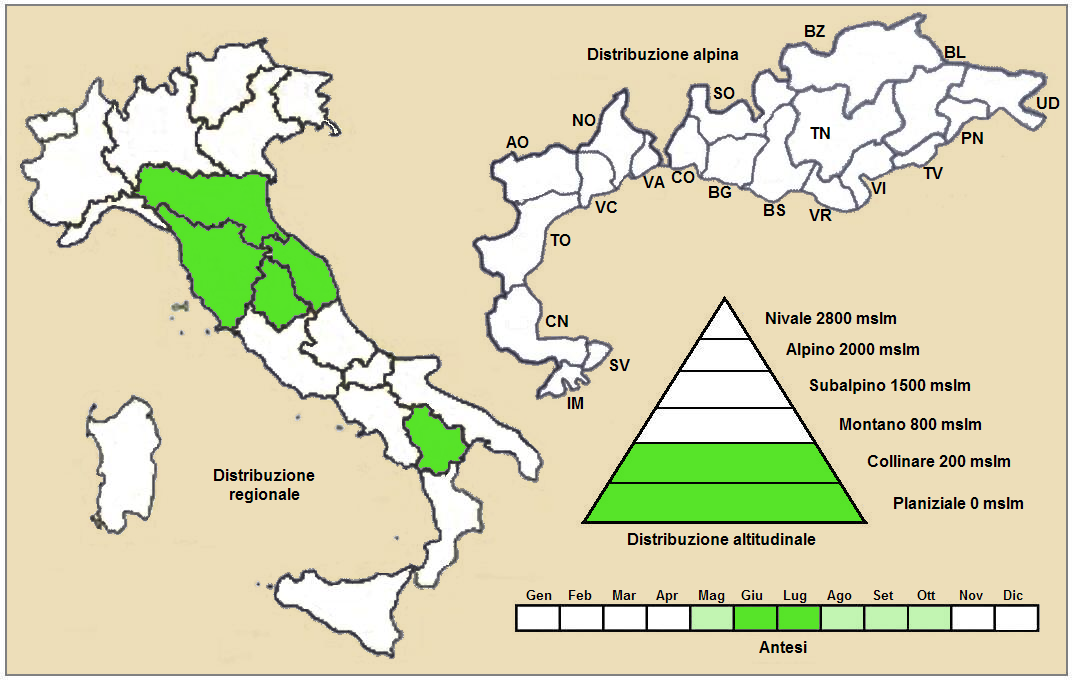
Distribuzione della sottospecie maritima (Distribuzione regionale – Distribuzione alpina)

- Nome scientifico: Plantago maritima L., 1753 subsp. maritima (Nella pubblicazione "Flora d'Italia" questa entità è indicata nel seguente modo: "P. maritima sensu stricto").
- Descrizione: l'altezza della pianta varia da 15 a 40 cm; le dimensioni delle foglie sono: larghezza 4 – 5 mm, lunghezza 8 – 12 cm; la nervatura centrale delle foglie è poco visibile; la dimensione delle guaine con base allungata è: larghezza 10 mm, lunghezza 12 – 13 mm; le brattee dell'infiorescenza hanno delle forme ovate con ciglia brevissime (quasi invisibili) sul margine; l'infiorescenza è lunga 5 – 6 cm.
- Fioritura: da (maggio) giugno a luglio (ottobre).
- Geoelemento: il tipo corologico (area di origine) è Sudsiberiano- Centroeuropeo (Alofita).
- Distribuzione: in Italia è una sottospecie rara e si trova soprattutto in Toscana. Nelle Alpi è presente in Francia (dipartimenti di Hautes-Alpes) e in Austria (Länder dell'Austria Inferiore). Sugli altri rilievi europei collegati alle Alpi si trova nel Massiccio Centrale, Pirenei e Carpazi.[20] Nel resto dell'Europa e dell'areale mediterraneo si trova ovunque e in particolare in Anatolia, Asia mediterranea e Magreb.[18]
- Habitat: l'habitat tipico per questa sottospecie sono le argille plioceniche subsalse; ma anche gli ambienti ruderali, scarpate e depositi abbandonati di materiali su terreni salsi. Il substrato preferito è calcareo ma anche calcareo/siliceo con pH basico, alti valori nutrizionali del terreno che deve essere umido.[20]
- Distribuzione altitudinale: sui rilievi queste piante si possono trovare fino a 300 m s.l.m.; frequentano quindi il seguente piano vegetazionale: collinare (oltre a quello planiziale).
- Fitosociologia - Areale alpino: dal punto di vista fitosociologico alpino questa sottospecie appartiene alla seguente comunità vegetale:[20]

- Formazione: delle comunità delle paludi e delle sorgenti.

- Classe: Scheuchzerio-Caricetea fuscae.

- Ordine: Caricetalia davallianae.

- Alleanza: Caricion davallianae.

- Associazione: Schoenenion nigricantis.

- Fitosociologia - Areale italiano: per l'areale completo italiano questa sottospecie appartiene alla seguente comunità vegetale:[21]

- Macrotipologia: vegetazione erbacea sinantropica, ruderale e megaforbieti.

- Classe: Artemisietea vulgaris

- Ordine: Podospermo laciniati-elytrigetalia athericae

- Alleanza: Podospermo laciniati-elytrigion athericae

Descrizione: l'alleanza Podospermo laciniati-elytrigion athericae appartiene alle comunità pioniere emicriptofitiche, camefitiche e alofile delle aree argillose spesso affette da processi di erosione rapida dei suoli. Questa comunità è distribuita prevalentemente nella variante submediterranea del macrobioclima temperato e si estende dai calanchi e biancane dell'Italia centro-settentrionale fino al Molise.

#### Sottospecieserpentina

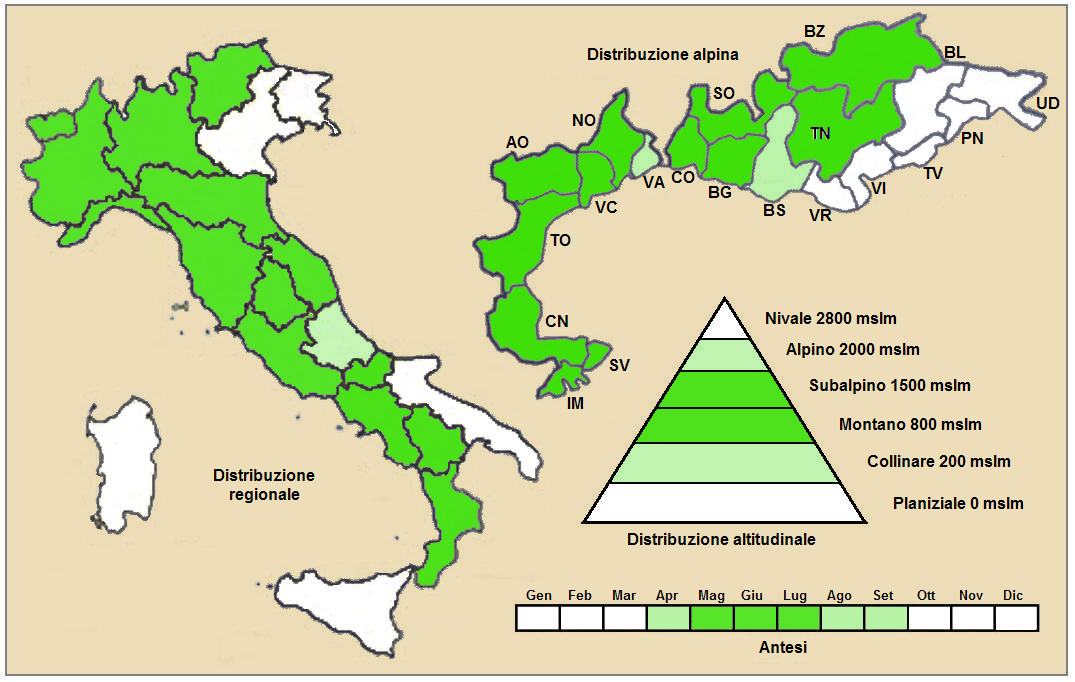
Distribuzione della sottospecie serpentina (Distribuzione regionale – Distribuzione alpina)

- Nome scientifico: Plantago maritima L., 1753 subsp. serpentina (All.) Arcang., 1882
- Basionimo: per questa sottospecie il basionimo è Plantago serpentina All., 1773.
- Nome comune: Piantaggine strisciante. Piantaggine serpeggiante.
- Descrizione: l'altezza della pianta varia da 10 a 30 cm; le radici sono vistosamente striscianti simili a serpenti[8]; le dimensioni delle foglie sono: larghezza 1 – 2 mm, lunghezza 7 – 12 cm; la nervatura centrale delle foglie è ben evidente; le dimensioni delle guaine triangolari sono: larghezza 7 – 8 mm, lunghezza 6 – 7 mm; le brattee dell'infiorescenza hanno delle forme lanceolato-acuminate (lunghezza 3 - 3,5 mm) con ciglia visibili sul margine; l'infiorescenza è lunga 2 – 8 cm.
- Fioritura: da (aprile) maggio a luglio (settembre).
- Geoelemento: il tipo corologico (area di origine) è Orofita Sud-Europeo.
- Distribuzione: in Italia è una sottospecie comune presente dal Nord al Centro. Nelle Alpi italiane è presente ad occidente e al centro. Fuori dall'Italia, sempre nelle Alpi, questa specie si trova in Francia (tutti i dipartimenti), in Svizzera (cantoni Vallese, Ticino, Grigioni), in Austria (Länder del Tirolo Settentrionale). Sugli altri rilievi europei collegati alle Alpi si trova nel Massiccio del Giura, Massiccio Centrale e Pirenei.[20]
- Habitat: l'habitat tipico per questa sottospecie sono i prati aridi montani, i pendii sassosi e le rupi sul calcare e silice. Il substrato preferito è calcareo ma anche siliceo con pH neutro, alti valori nutrizionali del terreno che deve essere secco.[20]
- Distribuzione altitudinale: sui rilievi queste piante si possono trovare da 600 fino a 2100 m s.l.m.; frequentano quindi i seguenti piani vegetazionali: montano e subalpino e in parte quello alpino e collinare.
- Fitosociologia - Areale alpino: dal punto di vista fitosociologico alpino questa sottospecie appartiene alla seguente comunità vegetale:[20]

- Formazione: delle comunità a emicriptofite e camefite delle praterie rase magre secche.

- Classe: Festuco-Brometea.

- Fitosociologia - Areale italiano: per l'areale completo italiano questa sottospecie appartiene alla seguente comunità vegetale:[23]

- Macrotipologia:  vegetazione delle praterie

- Classe: Nardetea strictae

- Ordine: Festucetalia spadiceae

- Alleanza: Hyperico richeri-festucion paniculatae

Descrizione: l'alleanza Hyperico richeri-festucion paniculatae appartiene alle praterie acidofile (praterie continue, costituite prevalentemente da emicriptofite e spesso dominate da Festuca paniculata) che si insediano nei piani da alto-montano ad alpino, su versanti ripidi, prevalentemente ad esposizione meridionale, e su suoli derivanti da substrati silicei. L'alleanza è distribuita sui principali massicci montuosi dell'Europa meridionale. In Italia è presente nelle Alpi e nell'Appennino.

#### Altre sottospecie
- Plantago maritima subsp. borealis (Lange) Blytt & Dahl, 1906 - Distribuzione: Russia
- Plantago maritima subsp. ciliata Printz, 1921 - Distribuzione: Europa orientale
- Plantago maritima subsp. juncoides (Lam.) Hultén, 1958 - Distribuzione: Scandinavia
- Plantago maritima subsp. subpolaris (Andrejev) Tzvelev, 1979 - Distribuzione: Russia

### Sinonimi
Questa entità ha avuto nel tempo diverse nomenclature. L'elenco seguente indica alcuni tra i sinonimi più frequenti:
- Arnoglossum gramineum Gray
- Arnoglossum maritimum  (L.) Gray
- Plantaginella graminea  Fourr.
- Plantaginella maritima  (L.) Fourr.
- Plantago chottica Pomel
- Plantago krascheninnikowii Ye. V. Serg.
- Plantago maritima f. maritima
- Plantago maritima var. maritima
- Plantago schrenkii K. Koch

Sinonimi della sottospecie serpentina
- Plantago serpentina All.

Sinonimi della sottospecie borealis
- Plantago borealis Lange

Sinonimi della sottospecie ciliata
- Plantago maritima subsp. neumannii (Opiz) Tzvelev
- Plantago maritima subsp. salsa (Pall.) Soják
- Plantago maritima var. salsa Pilg.
- Plantago neumannii Opiz
- Plantago salsa Pall.

Sinonimi della sottospecie juncoides
- Plantago juncoides Lam.
- Plantago maritima var. juncoides  (Lam.) A.Gray

Sinonimi della sottospecie subpolaris
- Plantago subpolaris Andrejev

### Specie simili
Le specie del genere Plantago sono difficili da distinguere una dall'altra. La seguente tabella evidenzia i caratteri più significativi delle due specie più simili a quella di questa voce:
- Plantago maritima: le foglie sono glabre con bordo liscio e con forme progressivamente assottigliate all'apice; la base delle foglie è allargata in una guaina a consistenza membranosa con forme triangolari.
- Plantago alpina: le foglie sono glabre con bordo liscio e parallelo fin quasi all'apice; le foglie sono quasi prive della guaina.
- Plantago subulata: le foglie sono irsute con bordo setoloso.

Le tre specie sopra descritte hanno in comune le foglie tutte basali a disposizione spiralata (gli scapi fioriferi sono privi di foglie), i sepali dorsali del calice carenati ma non alati, la corolla con il tubo peloso e i lobi glabri e la faccia interna dei semi piana.
Nel Meridione italiano la pianta di questa voce può essere confusa con la specie Plantago crassifolia Forssk. le cui foglie sono più carnose e succulente.

## Altre notizie
La piantaggine marittima in altre lingue è chiamata nei seguenti modi:
- (DE)  Strand-Wegerich oppure Salz-Wegerich
- (FR)  Plantain maritime
- (EN)  Sea Plantain